# Newman (Californie)
Pour les articles homonymes, voir Newman.
Newman est une municipalité américaine du comté de Stanislaus, en Californie. Sa population était de 12 351 habitants en 2020.

## Démographie
| 1890 | 1910 | 1920  | 1930  | 1940  | 1950  |
| ---- | ---- | ----- | ----- | ----- | ----- |
| 621  | 892  | 1 251 | 1 269 | 1 214 | 1 815 |

| 1960  | 1970  | 1980  | 1990  | 2000  | 2010   |
| ----- | ----- | ----- | ----- | ----- | ------ |
| 2 148 | 2 505 | 2 785 | 4 151 | 7 093 | 10 224 |

| 2020   | - | - | - | - | - |
| ------ | - | - | - | - | - |
| 12 351 | - | - | - | - | - |